# إم. جيمس (كاتب)
إم. جيمس (بالإنجليزية: Montague Rhodes James) (و. 1862 – 1936 م) هو كاتب، ومؤرخ، وكاتب للأطفال، وناثر من المملكة المتحدة، والمملكة المتحدة لبريطانيا العظمى وأيرلندا، ولد في دوفر، بدأ مشواره المهني سنة 1893، وكان عضوًا في الأكاديمية البريطانية، توفي عن عمر يناهز 74 عاماً.

## مناصب
تولى منصب نائب مستشار.

## التعليم
تعلم في كلية الملك في كامبريدج.

## جوائز
حصل على جوائز منها:
- دكتوراه فخرية
- زمالة جمعية الآثار
- زمالة الأكاديمية البريطانية.

## وصلات خارجية
- إم. جيمس على موقع IMDb (الإنجليزية)
- إم. جيمس على موقع ميوزك برينز (الإنجليزية)
- إم. جيمس على موقع إن إن دي بي (الإنجليزية)
- إم. جيمس على موقع ديسكوغز (الإنجليزية)
- إم. جيمس على موقع قاعدة بيانات الفيلم (الإنجليزية)
- إم. جيمس في قاعدة بيانات الأفلام على الإنترنت